# Exocentrus tarsalis
Exocentrus tarsalis är en skalbaggsart som beskrevs av Holzschuh 1995. Exocentrus tarsalis ingår i släktet Exocentrus och familjen långhorningar. Inga underarter finns listade i Catalogue of Life.